# Scott Anderson (voile)
Pour les articles homonymes, voir Scott Anderson.
Scott Anderson, né le 31 mars 1954, est un skipper australien.

## Carrière
Scott Anderson participe aux Jeux olympiques de 1984 à Los Angeles et remporte la médaille de bronze dans l'épreuve du Tornado.